# Municipio de Easby
El municipio de Easby (en inglés, Easby Township) es un municipio del condado de Cavalier, Dakota del Norte, Estados Unidos. Tiene una población estimada, a mediados de 2023, de 39 habitantes.
Abarca una zona exclusivamente rural.

## Geografía
Está ubicado en las coordenadas 48°40′39″N 98°15′8″O / 48.67750, -98.25222. Según la Oficina del Censo, tiene una superficie total de 93.37 km², de los cuales 92.79 km² corresponden a tierra firme y 0.58 km² están cubiertos de agua.

## Demografía
Según el censo de 2020, en ese momento había 34 personas residiendo en la zona. La densidad de población era de 0.37 hab./km². La totalidad de los habitantes eran blancos. No había hispanos o latinos viviendo en la región.